# Karađorđevac
Karađorđevac (raniji naziv Cernica) je naselje u gradu Leskovcu, Jablanički upravni okrug, Srbija. Prema popisu iz 2022. godine u Karađorđevcu je živjelo 293 stanovnika.